# تی. پی. وایزمن
تیموتی پیتر وایزمن (انگلیسی: T. P. Wiseman؛ زادهٔ ۳ فوریهٔ ۱۹۴۰) اهل بریتانیا و عضو آکادمی بریتانیا است. یک محقق کلاسیک و استاد بازنشسته دانشگاه اکستر است. او کتاب‌ها و مقالات متعددی را منتشر کرده‌است، عمدتاً در مورد ادبیات و تاریخ اجتماعی و سیاسی اواخر جمهوری روم، همچنین اسطوره روم اولیه و تئاتر روم باستان است.
وی همچنین برندهٔ جوایزی همچون عضو آکادمی بریتانیا شده‌است.